# Джетикс (канал)
Джетикс е бивш детски телевизионен канал. Той е собственост на компанията Уолт Дисни, която се излъчваше по целия свят, като блок по Toon Disney, или като канал. В България се излъчваше версията за Румъния и Русия, която се излъчваше на 4 езика в Русия, Румъния и България. От 1999 година до 2002 година този канал се излъчваше с името Fox Kids, но през 2001 компанията Уолт Дисни купува Fox Kids и от края на 2004 година името на канала е Джетикс. На 19 септември 2009 каналът се ребандира в Disney Channel.
Джетикс се излъчва по кабелни и сателитни оператори в Централна и Източна Европа, като освен в горепосочените държави каналът се разпространява на английски език още в Молдова, Сърбия, Хърватска, Украйна, Литва, Латвия, Естония, Беларус, Северна Македония, Грузия, Казахстан и др.

## Програмно съдържание
Програмата Джетикс се състои от детски и младежки предавания, предимно анимационни. Част от програмата е съставена от предавания на Saban International, които до 2001 година са собственици на Fox Kids. Днес програмата има продължителност 24 часа. Всяка вечер от 21:15 до 01:00 се излъчва и Джетикс Макс. Той излъчва сериали и анимации за децата от 12 до 16 годишна възраст, като част от програмата му съдържа Наруто, Кралят на шаманите, Н2О и др.

## Най-великите звезди на Дисни
На 11 август 2008 година започна излъчване в Румъния на Дисни блок наречен „Най-великите звезди на Дисни“ (Disney's Greatest Stars), който предложи няколко нови сериала в програмата на Джетикс, някои сред които са „Ким Суперплюс“, „Финиъс и Фърб“, „Американски дракон: Джейк Лонг“, „Хана Монтана“, „Училищен мюзикъл“ и др. На 20 октомври 2008 година Дисни блокът започва да бъде озвучен на български език и филмите „Американски дракон: Джейк Лонг“, „Ким Суперплюс“, „Училищен мюзикъл 2“, „Джонас Брадърс: Изживей мечтата“, „Джонас Брадърс: На живо в Лондон“, „Кемп Рок“, „Училищен мюзикъл“, „Хана Монтана: На живо от Лондон“ и „Майли Сайръз: На живо от Берлин“ за първи път са излъчени на български. Каналът обхващаше Русия, Централна и Източна Европа, но поради отказ от страна на руския СЕМ, блокът не се излъчваше в Русия, като на негово място стартираше временно излъчване на няколко аннимационни сериала.

## Джетикс в България
От 1998 година се излъчва и вариантът на Фокс Кидс/Джетикс за Румъния и Русия, който от същото време е достъпен и в България. До 2007 година каналът се препредава от различни кабелни и сателитни оператори обикновено на английски или руски език, но от 1 октомври 2007 година започва излъчването на български звуков канал, като на 13 юни 2009 година всичко по канала без Хана Монтана, което се излъчва и по БНТ 1 и рекламите стават на български. На 26 май 2009 г. Disney обявява, че има намерението да преобразува Джетикс България в Дисни Ченъл България до края на годината. Преговорите текат сравнително бързо. На 2 август 2009 се завърта за първи път реклама, която обявява и официалната дата, когато ще се извърши преобразуването – 19 септември 2009 и с тази стъпка всички страни (с временно изключение на Русия) вече имат възможността да гледат най-популярният канал Disney Channel.

## Филмите и сериалите по Fox Kids
Озвучените на български език заглавия са отбелязани със звездичка (*)
| - Семейство Защо Защо * - Тийнейджъри в Бевърли Хилс * - Маскираният пришълец * - Инспектор Гаджет * - Децата от класна стая 402 * - Котаракът Ийк * | - Необикновени буболечки * - Малката русалка * - Денис Белята * - Спайдърмен * - Дино ездачи * - Тайните файлове на кучетата-шпиони * |

## Филмите и сериалите по Джетикс
Озвучените на български език заглавия са отбелязани със звездичка (*)
| - Американски дракон: Джейк Лонг * - Ах, Анди * - Галактик футбол * - Градски гризачи * - Децата от класна стая 402 * - Джими Куул * - Джонас Брадърс: Изживей мечтата * - Железният човек * - Звездните състезатели от Обан * - Иги Арбъкъл * - Ин Янг Йо * - Капитан Фламинго * - Кемп Рок * - Кид върсъс кат * - Ким Суперплюс * | - Кралят на шаманите * - Маймуни роботи - Монстър Бастър Клъб * - Мързелград * - H2O: Просто добави вода * - Наруто * - Невероятният Хълк - Новото семейство Адамс - Отряд Галакси * - Пауър Рейнджърс Мистична Сила * - Пауър Рейнджърс Операция Овърдрайв * - Планета Скеч - Покемон: Бойно измерение * - Покемон: Диамант и перла * - Пука * - Светът на Куест * | - Семейство Тофу - Соник Х - Спайдърмен * - Тотали спайс * - Трансформърс: Анимейтид * - Тутенщайн * - Уич-пазителките на вселената * - Училищен мюзикъл * - Училищен мюзикъл 2 * - Фантастичната четворка * - Финиъс и Фърб * - Х-Мен * - Хана Монтана - Чудовищни войни - Шурикен скул * |

## ТВ програма
- Тв програма Disney Channel
- Тв програма Джетикс Плей